# August Neithardt
Heinrich August Neithardt (Schleiz, 10 agosto 1793 – Berlino, 18 aprile 1861) è stato un compositore tedesco del romanticismo.

## Biografia
Ricevette la sua formazione musicale dall'organista Gotthilf Friedrich Ebhardt nel 1816, dopo le guerre di liberazione alle quali aveva partecipato come volontario nella banda Stabshautboisten (banda militare). Prestò servizio, per la prima volta, nel battaglione Guard-Rifle e dal 1822 nel II reggimento Kaiser-Franz-Garde-Grenadier. Nel 1840 si congedò dal servizio militare.
Iniziò la composizione di "Sono prussiano, conosci i miei colori?“ (Preußenlied) divenuta così popolare che Federico Guglielmo III, il 15 giugno del 1839, gli conferì il titolo di direttore musicale. Lo stesso re decise poi che dovesse diventare l'inno nazionale del Regno di Prussia.
Nel 1838 divenne direttore del coro liturgico della Cattedrale di Berlino, che anni dopo fece parte del Coro della Cattedrale Reale. Divenne famoso per la sua esibizione come principale coro di ragazzi tedeschi e ben oltre i confini della Germania. Nel 1850 guidò il coro della cattedrale nel suo primo viaggio all'estero, a Londra.
Neithardt fu anche editore di musica sacra sia antica che moderna.
Morì il 18 aprile 1861 dopo una lunga malattia all'età di 67 anni a Berlino e fu sepolto nel cimitero della cattedrale in Liesenstrasse. La sua tomba non è stata conservata.

## Composizioni
- Varie opere per orchestra di fiati
- Musica corale spirituale
  - Die Erde ist des Herrn (Salmo 24) op. 134
  - Gott, sei uns gnädig (Salmo 67)
  - Hilf mir, Gott (Salmo 54) op. 138
  - Misericordias Domini (1859)
  - Bleibe bei uns (1861)